# Јанка Купала
Јанка Купала (блр. Янка Купала; 25. јун (7. јула 1882. године у селу Вјазинка у Виленској губернији Руске империје, а преминуо у Москви, 28. јуна 1942). године.) био је белоруски песник, драматург, публициста, преводилац и једног од оснивача нове белоруске књижевности.
Рођен је као Иван Доминикавич Луцевич (блр. Іван Дамінікавіч Луцэвіч). Данас је познат као један од највећих белоруских песника и његова дела, као и живот, изазивају велику пажњу читатачке публике.

## Младост
Купала је завршио Белоруско народно училиште 1898. године. Након смрти оца Доминика (1902) радио је на имању, а затим као приватни учитељ, писар код судског истражитеља у Радашковичима (1903), млађи економ код земљопоседника у Могиљовској губернији (1904), практикант и помоћник винара на поседу Сјомково под Минском, у пивари близу Молодечна и око Новогрудка. Сарадник листа „Наша њива“ (1908-1909, 1913-1915) и библиотекар у Виљни. У периоду 1909-1913 прошао је општеобразовне курсеве у Петерсбургу и вратио се у Виљну. Приближавањем фронта 1915. године евакуисао се из Виљне, да би се преселио у Москву и тамо студирао на Народном универзитету Шањавског. Од јануара 1916. служио је у војсци: у Минску, затим у Полоцку и Смоленску, где га је затекла Октобарска револуција 1917. године.

## Живот у Минску
Након проглашења БССР-а преселио се у Минск и ту је живео до почетка Великог Отаџбинског рата. Био је активан у књижевном, културном и друштвеном животу. Један је од иницијатора стварања Белоруског народног драмског позоришта (1920); има везе и са отварањем Белоруског државног универзитета (1921), Института белоруске културе (1922), учесник је Академске конференције о реформи белоруског правописа (1926). Године 1925. први је одликован почасним звањем Народни песник БССР-а и награђен орденом Лењина, постао је академик Академије наука Белорусије (1928) и Националне академије наука Украјине (1929), лауреат је Државне награде СССР-а (1941); биран у састав Централног Извршног Комитета БССР од 1927. до 1938. године, а 1940. Постао је посланик у Врховном Савету Републике.
Међутим неколико пута се суочавао са репресијама. Оптуживан је за припадност измишљеном Савезу за ослобођење Белорусије (1930), због чега је покушао самоубиство, али је спашен. Године 1937. поново му је претило хапшење, али је успео да га избегне.

## Ратни период
У првим данима Великог Отаџбинског рата (Другог светског рата) изгорела је његова кућа у Минску са архивом и библиотеком. Од краја јуна 1941. Купала се сели у Москву, од 3. новембра 1941. живео је у селу близу Казања. Тада је активно учествовао у борби. Као члан президијума Свесловенског антифашистичког одбора говорио је на антифашистичким скуповима, потписао апел браћи Словенима са позивом да се прикључе ослободилачкој борби против фашизма, учествовао је на Првом свесловенском скупу и на заседању Академије наука БССР у Казању, где је наступио са рефератом: Други светски рат и белоруска интелигенција. Његова ватрена песма Белоруским партизанима била је објављена у централним новинама – Правда, Известия, Красная звезда итд.

## Смрт и недоумице
Купала је погинуо у московском хотелу под непознатим околностима – пао је са степеница са 10. спрата. Постоје три верзије његове смрти – несрећан случај, самоубиство, убиство. Сахрањен је на Вагањковском гробљу у Москви. У јулу 1962. године, урна са пепелом Јанка Купале превезена је у Минск и сахрањена на Војном гробљу.

## Стваралаштво
За Купалину поезију са почетка каријере често се каже да наликује фолклору. Песме је почео да објављује 1903. године, мењао бројне псеудониме, док је данас најпознатији управо као Јанко Купала. Прву песму на белоруском језику објавио је 1904. године Моја судбина (белор. Мая доля). Прву збирку песама представио је читаоцима 1908. године, под називом Фрула (белор. Жалейка), а другу Гуслар (Гусляр), 1910. године. Три године касније, излази и трећи зборник његове поезије Путем живота (белор. Шляхам жыцця, 1913). Четврти, под насловом Наслеђе (белор. Спадчына), појављује се 1922. године.
У совјетско време штампа се више Купалиних збирки поезије: Безимено (белор. Безназоўнае, 1925), Приповедање стихом (белор. Апавяданні вершам, у две књиге, 1926); поеме Гробница лава (белор. Магіла льва, 1927), Над реком Аресом (белор. Над ракою Арэсай, 1933), Увенуће (белор. Адцвітанне, 1930), Песма градитељству (белор. Песня будаўніцтву, 1930), „Белорусији орденоносној (белор. Беларусі ардэнаноснай, 1937), Од срца (белор. Ад сэрца 1940) и Белоруским партизанима (белор. Беларускім партызанам, 1942).
Купала је писао и поезију за децу, познат још и као драматург, публициста, књижевни критичар, преводилац.

## Сећање
Име Јанка Купале носе многе белоруске улице и тргови, Национално академско позориште у Минску, Институт за језик и књижевност Националне академије наука Белорусије, Државни универзитет у Гродну, бројне библиотеке и школе. У Минску постоји Државни књижевни музеј Јанка Купале.
Од 1959. године додељује се књижевна награда његовог имена, а од 1965. – Државна награда за књижевност, уметност и сценске уметности.
Јанку Купали су подигнути споменици у Белорусији, Израелу, Пољској, Русији, Кини, Бугарској и САДу, постављено је неколико меморијалних табли у градовима у којима је песник живео, а Купалин лик се може наћи и у филателији и у фалеристици.

## Купала у Србији
Са преводом поезије Купале на српски језик експериментисала је и песникиња Десанка Максимовић. Са руског језика је његову поезију преводио и публиковао Момчило Ђерковић.
У Антологији белоруске поезије у издањима Српске књижевне задруге 1993. и 2012. објављено је десетак песама Купале. Приређивач књиге је проф. др Иван Чарота, а преводилац са белоруског језика - проф. др Миодраг Сибиновић.
Купалина поезија је заступљена и у У сусрет Духу - Антологија белоруске хришћанске поезије, као и у Антологији белоруске књижевности за децу. Приређивач и ових књига је проф. др И. Чарота, док је поезију са белоруског превела Дајана Лазаревић.
У 2020. години у издању издавачке куће АЛМА изашла је збирка песама Купале Наслеђе, чији је приређивач и писац поговора, као и у претходно поменутим издањима И. Чарота, а поезију је са белоруског превела Д. Лазаревић.

## Галерија
- Кућа у којој је рођен Купала у Вјазинки, Виленска губернија
- Купала током студија код професора Чарнијева у Санкт Петербургу, 1909. године
- Споменик Купали у Ашдоду, Израел
- Спомен плоча у Смоленску
- Споменик у парку Јанка Купале у Минску